# Vela nos Jogos Olímpicos de Verão de 1948 - Swallow
As provas da classe Swallow da vela nos Jogos Olímpicos de Verão de 1948 ocorreram entre 3 e 12 de agosto daquele ano em Torbay, no condado de Devon, no sudoeste da Inglaterra. O programa compunha sete regatas. Para esta classe, houve 21 velejadores de 21 nações inscritas.

## Medalhistas
A dupla britânica Stewart Morris e David Bond finalizou a competição em primeiro lugar e conquistou a medalha de ouro. A prata firmou-se com os portugueses Duarte de Almeida Bello e Fernando Pinto Coelho Bello. Por fim, a medalha de bronze ficou com Lockwood Pirie e Owen Torrey, dos Estados Unidos.
|  | GBR Grã-Bretanha          |  | POR Portugal                                        |  | USA Estados Unidos         |
|  | Stewart Morris David Bond |  | Duarte de Almeida Bello Fernando Pinto Coelho Bello |  | Lockwood Pirie Owen Torrey |

## Resultados
Estes foram os resultados da competição:
| Pos.              | Tripulação                                                     | Embarcação   | Regata I | Regata I | Regata II | Regata II | Regata III | Regata III | Regata IV | Regata IV | Regata V | Regata V | Regata VI | Regata VI | Regata VII | Regata VII | Total de pontos | Total -1 |
| Pos.              | Tripulação                                                     | Embarcação   | Pos.     | Pts.     | Pos.      | Pts.      | Pos.       | Pts.       | Pos.      | Pts.      | Pos.     | Pts.     | Pos.      | Pts.      | Pos.       | Pts.       | Total de pontos | Total -1 |
| ----------------- | -------------------------------------------------------------- | ------------ | -------- | -------- | --------- | --------- | ---------- | ---------- | --------- | --------- | -------- | -------- | --------- | --------- | ---------- | ---------- | --------------- | -------- |
| Medalha de ouro   | GBR Stewart Morris David Bond                                  | Swift        | 3        | 770      | 1         | 1247      | 3          | 770        | 1         | 1247      | 2        | 946      | DSQ       | 0         | 4          | 645        | 5625            | 5625     |
| Medalha de prata  | POR Duarte de Almeida Bello Fernando Pinto Coelho Bello        | Symphony     | 1        | 1247     | 4         | 645       | 4          | 645        | 5         | 548       | 1        | 1247     | 5         | 548       | 1          | 1247       | 6129            | 5579     |
| Medalha de bronze | USA Lockwood Pirie Owen Torrey                                 | Margaret     | 5        | 548      | 9         | 293       | 5          | 548        | 3         | 770       | 11       | 206      | 1         | 1247      | 2          | 946        | 4558            | 4352     |
| 4                 | SWE Stig Hedberg Lars Matton                                   | Change       | 2        | 946      | 3         | 770       | 14         | 101        | 8         | 344       | 4        | 645      | 12        | 168       | 6          | 469        | 3443            | 3342     |
| 5                 | DEN Johan Rathje Naalli Petersen                               | NN           | 8        | 344      | 7         | 402       | 1          | 1247       | 9         | 293       | 10       | 247      | 7         | 402       | 12         | 168        | 3103            | 2935     |
| 6                 | ITA Dario Salata Achille Roncoroni                             | Entoria      | 12       | 168      | 6         | 469       | 10         | 247        | 2         | 946       | 9        | 293      | 4         | 645       | 9          | 293        | 3061            | 2893     |
| 7                 | CAN John Robertson Dick Townsend                               | Scaup        | 7        | 402      | 2         | 946       | 2          | 946        | 11        | 206       | 14       | 101      | DSQ       | 0         | 11         | 206        | 2807            | 2807     |
| 8                 | NOR Øivind Christensen Knut Bengtson K. Heje Oivind Thommessen | Nora         | 4        | 645      | 10        | 247       | 12         | 168        | 6         | 469       | 6        | 469      | 3         | 770       | 13         | 133        | 2901            | 2768     |
| 9                 | FRA Jacques Lebrun Henri Perrissol Jean Peytel                 | Red Indian   | 6        | 469      | 5         | 548       | 11         | 206        | 10        | 247       | 3        | 770      | 9         | 293       | 7          | 402        | 2935            | 2729     |
| 10                | BRA Victório Ferraz Carlos Borchers                            | Andorinha    | 9        | 293      | 11        | 206       | 9          | 293        | 12        | 168       | 8        | 344      | 2         | 946       | 5          | 548        | 2798            | 2630     |
| 11                | NED Wim de Vries Lentsch Flip Keegstra                         | St. Margrite | DNF      | 0        | 13        | 133       | 6          | 469        | 4         | 645       | 13       | 133      | 8         | 344       | 3          | 770        | 2494            | 2494     |
| 12                | URU Carlos Sáez Juan Bidegaray J. Gamenara                     | Nortazo      | 10       | 247      | 8         | 344       | 7          | 402        | 7         | 402       | 12       | 168      | 6         | 469       | 8          | 344        | 2376            | 2208     |
| 13                | IRL Alf Delany Hugh Allen E. Macnally David Sullivan           | The Cloud    | DNF      | 0        | 12        | 168       | 8          | 344        | 13        | 133       | 5        | 548      | 11        | 206       | 14         | 101        | 1500            | 1500     |
| 14                | ARG Gastón Cibert M. Lawrence Silvio Merlo Horacio Monti       | Antares      | 11       | 206      | 14        | 101       | 13         | 133        | DNF       | 0         | 7        | 402      | 10        | 247       | 10         | 247        | 1336            | 1336     |

### Classificação diária

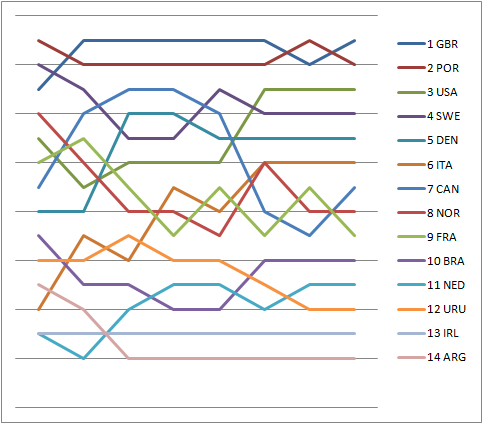
Gráfico mostrando a classificação diária na classe.